# Synegia hadassa
Synegia hadassa är en fjärilsart som beskrevs av Butler 1878. Synegia hadassa ingår i släktet Synegia och familjen mätare. Inga underarter finns listade i Catalogue of Life.